# Eugent Bushpepa
Eugent Bushpepa (født 2. juli 1984) er en albansk rocksanger og sangskriver, som repræsenterede Albanien ved Eurovision Song Contest 2018 med sangen "Mall". Han opnåede en 11. plads i den europæiske sangkonkurrence.